# Casa Ramon Ravel
La Casa Ramon Ravel és una obra de Tarragona protegida com a Bé Cultural d'Interès Local.

## Descripció
Edifici d'habitatges entre mitgeres amb planta baixa i quatre pisos construït al 1863 per Ramon Ravel. No s'ha pogut localitzar el projecte originari.
Ocupa una parcel·la irregular amb més amplada a la part posterior que al frontal, que permet col·locar tres obertures per pis a la façana. Es busca establir una ordenació jeràrquica a l'edifici pel tipus de decoració i volada dels balcons. Les façanes són simètriques i tota la decoració es concentra en el tipus d'arrebossat imitant pedra i les impostes amb formes vegetals. Els balcons amb marc i llosana de pedra, amb balustres de forja. Horitzontalment s'ha dividit per franges d'impostes a l'altura dels forjats dels pisos. El tractament de la forja amb formes florals és molt acurat.
L'acabament de l'edifici ve també donat per una cornisa sense gaire decoració. Als baixos tres arcs escarsers amb pedra escairada.
També són de pedra les llindes i motllures de les finestres. Els baixos actualment estan molt transformats.
Tot l'interès de la construcció rau en la decoració historicista, en la disposició acadèmica dels balcons, en l'arrebossat de la façana, en el treball del ferro, en els elements decoratius i en la disposició harmònica amb la resta d'alçats.